# Magdalena zur Lippe
Magdalena zur Lippe (* 25. Februar 1552 in Detmold; † 26. Februar 1587 in Darmstadt) war durch Heirat die erste Landgräfin von Hessen-Darmstadt.

## Leben

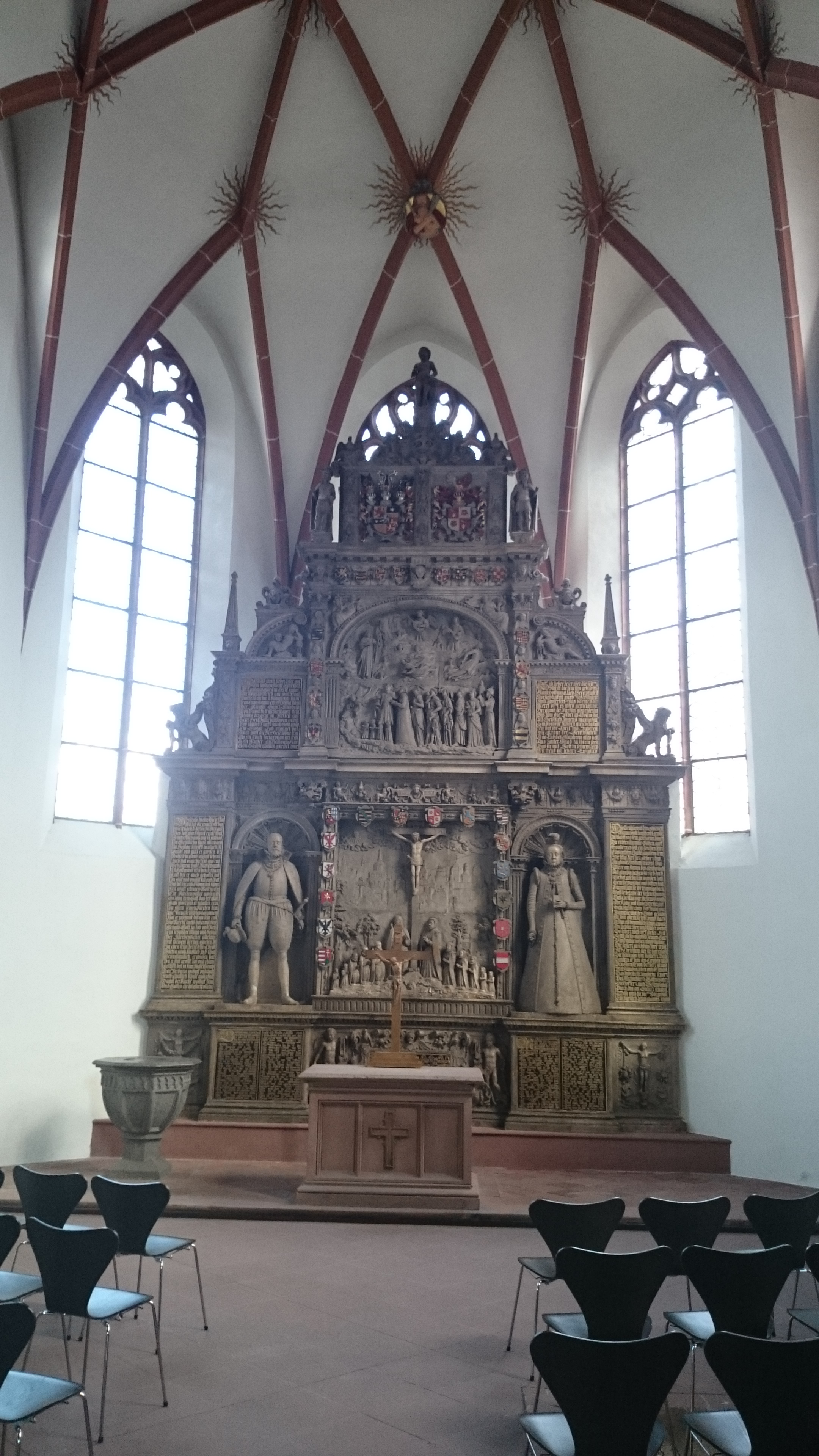
Epitaph in der Stadtkirche Darmstadt

Magdalena war eine Tochter des Grafen Bernhard VIII. zu Lippe (1527–1563) aus dessen Ehe mit Katharina (1524–1583), Tochter des Grafen Philipp III. von Waldeck-Eisenberg. Die Gräfin war nach dem Tod ihres Vaters zur weiteren Erziehung nach Kassel an den Hof des Landgrafen Wilhelm von Hessen gekommen. Hier lernte die als Schönheit geltende Magdalena ihren späteren Gemahl kennen. Am 17. August 1572 heiratete sie in Kassel den Landgrafen Georg I. von Hessen-Darmstadt. Wilhelm hatte die Kosten der Vermählung übernommen. Die Ehe galt als glücklich und Magdalena als so tugendhaft, fromm und wohltätig, dass sie mit der Heiligen Elisabeth verglichen wurde. Magdalena verfasste selbst ein Gebetbuch für ihre Kinder. Sie starb nach 15-jähriger Ehe nach der Geburt ihres letzten Kindes im Alter von 35 Jahren.
Bestattet ist Magdalena im Chor der Stadtkirche von Darmstadt. Hier befindet sich hinter dem Hochaltar auch das berühmte Epitaph der Landgräfin, das ihr 1589 durch ihren Gemahl gewidmet wurde. Gemeinsam mit ihrem Mann legte Magdalena den Grundstock für die Hessische Landes- und Hochschulbibliothek.

## Nachkommen
Aus ihrer Ehe hatte Magdalena zehn Kinder, von denen drei Söhne und drei Töchter das Erwachsenenalter erreichten:
- Philipp Wilhelm (*/† 1576), Erbprinz
- Ludwig V. (1577–1626), Landgraf von Hessen-Darmstadt

⚭ 1598 Prinzessin Magdalena von Brandenburg (1582–1616)
- Christine (1578–1596)

⚭ 1595 Graf Friedrich Magnus von Erbach (1575–1618)
- Elisabeth (1579–1655)

⚭ 1601 Graf Johann Kasimir von Nassau-Weilburg-Gleiberg (1577–1602)
- Marie Hedwig (1580–1582)
- Philipp III. (1581–1643), Landgraf von Hessen-Butzbach

⚭ 1. 1610 Gräfin Anna Margarethe von Diepholz (1580–1629)
⚭ 2. 1632 Gräfin Christina Sophia von Ostfriesland (1600–1658)
- Anna (1583–1631)

⚭ 1601 Graf Albert Otto zu Solms-Laubach (1576–1610)
- Friedrich I. (1585–1638), Landgraf von Hessen-Homburg

⚭ 1622 Gräfin Magarethe von Leiningen-Westerburg (1604–1667)
- Magdalene (*/† 1586)
- Johann (*/† 1587)